# Volkswagen Financial Services
ŠkoFIN s.r.o. (používající značku Volkswagen Financial Services) je česká finanční společnost, která se zaměřuje se na financování a podporu prodeje automobilů - Volkswagen, Volkswagen Užitkové vozy, Audi, SEAT, CUPRA, ŠKODA, Porsche, Ducati, ojetých automobilů všech značek a prémiových značek Bentley a Lamborghini. Ve svém portfoliu zajišťuje také správu a financování vozových parků velkých firem a související služby jako například různé typy pojištění a asistence.[zdroj?] Firma je ve 100% vlastnictví nizozemské společnosti Volkswagen Finance Europe B.V. a je součástí koncernu Volkswagen. 

## Historie
ŠkoFIN byl založen v srpnu roku 1992 a zaměřoval se jako první na českém trhu na leasing automobilů – financování prodeje automobilů značek ŠKODA, Volkswagen, Audi a SEAT. Od svého založení společnost kontinuálně roste a rozšiřuje portfolio svých služeb a produktů. V létě 2019 uzavřel Volkswagen Financial Services smlouvu s číslem 1 200 000 na financování vozu. Společnost dlouhodobě zaujímá prvenství ve financování osobních a užitkových vozů.[zdroj?]
1. října 2007 byly do firmy ŠkoFIN začleněny společnosti ŠkoLEASE a ŠkoFIN Fleet Services, které tímto zanikly.

## Produkty a služby
Volkswagen Financial Services nabízí ve svém portfoliu tradiční finanční produkty a služby spojené s pořízením nového či ojetého vozu, případně vozového parku.[zdroj?]